# Der Mann im Havelock
Der Mann im Havelock ist ein Kriminalfilm von 1917 der Stummfilmreihe Tom Shark.

## Handlung
Tom Shark klärt den Fall um ein untergeschobenes Kind auf.

## Hintergrund
Produziert wurde der Film von der Decla-Film-Gesellschaft Holz & Co (Nr. 39). Er hatte eine Länge von vier Akten auf 1467 Metern, das entspricht etwa 80 Minuten. Von der Zensur wurde er im Juni 1917 geprüft. Die Polizei Berlin belegte ihn mit einem Jugendverbot (Nr. 40511). Eine Pressevorführung fand am 1. Mai 1917 statt, die Uraufführung im Dezember 1917 im Marmorhaus statt.